# Garrya wrightii
Garrya wrightii är en garryaväxtart som beskrevs av John Torrey. Garrya wrightii ingår i släktet Garrya och familjen garryaväxter. Inga underarter finns listade.
Exemplaren är buskar eller små träd som blir 1 till 4 meter höga. De ovala bladen slutar i en spets och de har en blekgrön färg. På bladens undersida kan finnas några hår. Bladen är 2 till 6 cm långa och 1 till 3,5 cm breda. Garrya wrightii blommar mellan mars och augusti. Frukterna har en violett till blåsvart färg med en diameter av 6 till 9 mm.
Arten förekommer i sydvästra USA i delstaterna Arizona, New Mexico och västra Texas samt i Mexiko. Den hittas i bergssprickor eller nära vattendrag i bergstrakter eller på högplatå mellan 1200 och 2100 meter över havet.
För beståndet är inga hot kända. Hela populationen anses vara stor. IUCN listar arten som livskraftig (LC).